# Oberea atropunctata
Oberea atropunctata är en skalbaggsart som beskrevs av Maurice Pic 1916. Oberea atropunctata ingår i släktet Oberea och familjen långhorningar.
Artens utbredningsområde är Nepal. Inga underarter finns listade i Catalogue of Life.